# Arrhenothrix penicilligera
Arrhenothrix penicilligera är en fjärilsart som beskrevs av De Nicéville 1890. Arrhenothrix penicilligera ingår i släktet Arrhenothrix och familjen juvelvingar. Inga underarter finns listade i Catalogue of Life.